# Eric Dolphy/Diskografie
Diese Diskografie bietet eine Übersicht über die veröffentlichten Tonträger des Multiinstrumentalisten und Komponisten Eric Dolphy. Sie umfasst seine Alben unter eigenem Namen und als Ko-Leader (Abschnitt 1), und seine Mitwirkungen an den Tonträgern Anderer (Abschnitt 2).

## Alben unter eigenem Namen und als Ko-Leader
Dieser Abschnitt listet die von Eric Dolphy veröffentlichten LPs und CDs chronologisch nach Aufnahmedatum (auch andere Sortierungen, z. B. nach Veröffentlichungsjahr oder Musiklabel, lassen sich durch Anklicken der jeweiligen „Reiter“ erstellen). Er enthält auch Tonträger in Ko-Leaderschaft. Einige obskure Mitschnitte von Bootleg-Labels wie Natasha, Ingo oder Unique Jazz, die postum veröffentlicht worden sind, sind nicht enthalten. Eine weitere Quartett-Aufnahme Dolphys findet sich in der zweiten Liste auf einer Kompilation von Daniel Humair.
| Album                                                       | Musiklabel                      | VÖ    | Aufnahme  | Anmerkungen |
| ----------------------------------------------------------- | ------------------------------- | ----- | --------- | --- |
| Together: Recorded Live at Dolphy’s Home, Los Angeles 1954  | Rare Live Recordings            | 2005  | 1954      | Clifford Brown + Eric Dolphy mit Harold Land, Richie Powell, George Morrow, Max Roach. Los Angeles, Juni oder Juli 1954 (private Aufnahme) |
| Outward Bound                                               | New Jazz/Prestige               | 1960  | 1960      | Eric Dolphy Quintet mit Freddie Hubbard, Jaki Byard, George Tucker, Roy Haynes. Hackensack, 1. April 1960 |
| Here and There                                              | Prestige                        | 1966  | 1960–1961 | Eric Dolphy mit drei verschiedenen Besetzungen vom 1. April 1960 (Studio), 16. Juli 1961 (Live) und 6. September 1961 (Live). |
| Looking Ahead                                               | Prestige/New Jazz               | 1960  | 1960      | Ken McIntyre / Eric Dolphy Quintet mit Walter Bishop, Sam Jones, Art Taylor. Hackensack, 28. Juni 1960. Später auch veröffentlicht unter dem Titel Fire Waltz und dem alleinigen Hauptinterpreten Dolphy. |
| Out There                                                   | New Jazz/Prestige               | 1960  | 1960      | Eric Dolphy Quartet mit Ron Carter, George Duvivier, Roy Haynes. Hackensack, 15. August 1960 |
| Caribé                                                      | New Jazz/Prestige               | 1960  | 1960      | The Latin Quintet mit Eric Dolphy. Zum Latin Quintet gehörten Charlie Simmons, Gene Casey, Bill Ellington, Manuel Ramos, Juan Amalbert. Hackensack, 19. August 1960. Zunächst vermarktet unter den Hauptinterpreten The Latin Quintet with Eric Dolphy, teilweise auch nur unter Dolphys Namen. |
| Far Cry                                                     | Prestige                        | 1962  | 1960      | Eric Dolphy / Booker Little Quintet mit Jaki Byard, Ron Carter, Roy Haynes. Hackensack 21. Dezember 1960. Vermarktet unter dem Hauptinterpreten Eric Dolphy. Einige Stücke später auch als Eric Dolphy/Ron Carter Magic |
| Straight Ahead                                              | Prestige                        | 1961  | 1961      | Oliver Nelson Quartet (Richard Wyands, George Duvivier, Roy Haynes) mit Eric Dolphy. Englewood Cliffs, 1. März 1961. Teilweise auch vermarktet alleine unter Nelsons Name als Images. |
| Candid Dolphy                                               | Candid                          | 1989  | 1961      | Booker Little Sextet mit Julian Priester, Don Friedman, Ron Carter, Max Roach. New York City, 17. März/4. April 1961. 1962 vermarktet als Booker-Little-Album unter dem Titel Out Front. |
| Where                                                       | New Jazz/Prestige               | 1961  | 1961      | Ron Carter Quintet mit Mal Waldron, Ron Carter, George Duvivier, Charlie Persip. Englewood Cliffs, 20. Juni 1961. Vermarktet zunächst unter dem Namen von Carter, später teilweise auch als Eric Dolphy/Ron Carter Magic |
| At the Five Spot, Vol. 1                                    | Prestige/Original Jazz Classics | 1961  | 1961      | Eric Dolphy / Booker Little Quintet mit Mal Waldron, Richard Davis, Ed Blackwell. Live im Five Spot Cafe, NYC, 16. Juli 1961. Später auch unter dem Titel The Great Concert of Eric Dolphy |
| At the Five Spot, Vol. 2                                    | Prestige                        | 1964  | 1961      | Eric Dolphy / Booker Little Quintet mit Mal Waldron, Richard Davis, Ed Blackwell. Live im Five Spot Cafe, NYC, 16. Juli 1961. Später auch unter dem Titel Immortal Concerts. Five Spot Cafe, New York City, July 16, 1961 mit den Titeln des ersten Albums auf Giant of Jazz (1990, vermutlich unautorisiert) |
| Eric Dolphy and Booker Little Memorial Album                | Prestige/SABA                   | 1964  | 1961      | Eric Dolphy / Booker Little Quintet mit Mal Waldron, Richard Davis, Ed Blackwell. Live im Five Spot Cafe, NYC, 16. Juli 1961. Später auch unter dem Titel At the Five Spot, Vol. 3 |
| Berlin Concerts                                             | Enja                            | 1972? | 1961      | Eric Dolphy Quintet mit Benny Bailey, Pepsi Auer, Jamil Nasser, Buster Smith. Live während der Funkausstellung Berlin (SWF) bzw. im Club Jazz Salon West-Berlin, 30. August 1962 |
| The Uppsala Concert Vol. 1                                  | Serene                          | 1992  | 1961      | Eric Dolphy Quartet mit Rony Johansson, Kurt Lindgren, Rune Carlsson. Live im Vastmanland-Dala Nation in Uppsala, 4. September 1961. Simosko & Tepperman weisen darauf hin, dass die Aufnahme privat mitgeschnitten wurde und die Rhythmusgruppe mit dem Repertoire kaum vertraut ist. |
| The Uppsala Concert Vol. 2                                  | Serene                          | 1992  | 1961      | Eric Dolphy Quartet mit Rony Johansson, Kurt Lindgren, Rune Carlsson. Live im Vastmanland-Dala Nation in Uppsala, 4. September 1961 |
| In Europe Vol. 2                                            | Prestige                        | 1972? | 1961      | Eric Dolphy Quartet mit Bent Axen, Erik Moseholm, Jørn Elniff. Live im Berlingske Has, Kopenhagen, 6. September 1961 |
| In Europe Vol. 3                                            | Prestige                        | 1972? | 1961      | Eric Dolphy Quartet mit Bent Axen, Erik Moseholm, Jørn Elniff. Live im Berlingske Has, Kopenhagen, 6. September 1961 |
| In Europe Vol. 1                                            | Prestige                        | 1964  | 1962      | Eric Dolphy Quartet mit Bent Axen, Erik Moseholm, Jørn Elniff; Duo mit Chuck Israels. Live in der Studenterforeningen, Kopenhagen, 8. September 1961. Auch unter dem Titel The Copenhagen Concert sowie beim dänischen Debut-Label bzw. bei Be Jazz. |
| Stockholm Concert                                           | Enja/Inner City                 | 1982  | 1961      | Eric Dolphy Quintet/Quartet mit Idrees Sulieman, Knud Jörgensen bzw. Rune Öfwerman, Jimmy Woode, Sture Kallin. Live-Mitschnitt des Schwedischen Radios, angeblich vom 25. September 1961 (Quartett) und vom 19. November 1961 (Quintett) |
| Vintage Dolphy                                              | GM Recordings/Enja              | 1986  | 1962–1963 | In verschiedenen Third Stream-Besetzungen mit u. a. Eddie Costa, Barry Galbraith, Art Davis, Chuck Israels, Sticks Evans; großteils Kompositionen von Gunther Schuller. Die Enja-Ausgabe ist ohne die Bonus-Tracks. |
| Illinois Concert                                            | Blue Note                       | 1999  | 1963      | Eric Dolphy Quartet mit Herbie Hancock, Eddie Khan, J. C. Moses sowie je ein Titel mit The University Of Illinois Brass Ensemble bzw. The University Of Illinois Big Band. Live University of Illinois, Champaign (Illinois), 10. März 1963 |
| Conversations                                               | FM Records                      | 1964  | 1963      | Eric Dolphy Quintett bzw. Sextett mit Woody Shaw, Bobby Hutcherson bzw. Prince Lasha, Clifford Jordan, Sonny Simmons sowie Eddie Khan bzw. Richard Davis, J. C. Moses bzw. Charles Moffett senior; NYC, 3. Juli 1963 sowie Duoaufnahmen mit Richard Davis am 1. Juli 1963. Auch unter The Eric Dolphy Memorial Album bei Vee-Jay/Joy. Später wieder unter dem ursprünglichen Titel bei FM Records, Columbia bzw. Celluloid und mit anderen Stücken aus den gleichen Sitzungen als Music Matador bei A Jazz Hour With. 2018 mit weiterem Material aus den gleichen Sitzungen unter dem Namen Musical Prophet: The Expanded 1963 New York Studio Sessions |
| Iron Man                                                    | Douglas/Celluloid/WestWind      | 1968  | 1963      | Eric Dolphy Nonet mit Woody Shaw, Prince Lasha, Clifford Jordan, Sonny Simmons, Bobby Hutcherson, Richard Davis, Eddie Khan, J. C. Moses; NYC, 3. Juli 1963 sowie Duoaufnahmen mit Richard Davis am 1. Juli 1963. Später mit anderen Stücken aus den gleichen Sitzungen Music Matador bei A Jazz Hour With bzw. Musical Prophet: The Expanded 1963 New York Studio Sessions. |
| Out to Lunch!                                               | Blue Note                       | 1964  | 1964      | Eric Dolphy Quintet mit Freddie Hubbard, Bobby Hutcherson, Richard Davis, Tony Williams |
| Other Aspects                                               | Blue Note                       | 1987  | 1961–1964 | Eric Dolphy in unterschiedlichen Combo-Besetzungen |
| Epistrophy                                                  | Instant Composers Pool          | 1973? | 1964      | Eric Dolphy Quartet mit Misha Mengelberg, Jacques Schols, Han Bennink. Live in Eindhoven, 1. Juni 1964. Nur ein Stück; auf dem Rest des Albums improvisiert Mengelberg und begleitet seinen Papagei. |
| Last Date                                                   | Fontana                         | 1964  | 1964      | Eric Dolphy Quartet mit Misha Mengelberg, Jacques Schols, Han Bennink. Live in Hilversum, 2. Juni 1964 |
| Last Recordings                                             | WestWind                        | 1988  | 1964      | Eric Dolphy Septet mit Donald Byrd, Nathan Davis, Jack Diéval, Jacques B. Hess, Franco Manzecchi, Jacky Bambou. ORTF, 11. Juni 1964. Auch unter dem Titel Unrealized Recordings. Mit zwei weiteren Titeln 1999 als The Complete Last Recordings bei Norma. Mit Last Date und dem Titel „Epistrophy“ der ICP-Platte 2010 auch als The Complete Last Recordings: In Hilversum & Paris 1964 bei Domino. |
| Musical Prophet: The Expanded 1963 New York Studio Sessions | Resonance Records               | 2018  | 1963      | Die Edition enthält neben den beiden zuvor veröffentlichten Dolphy-Alben Conversations (FM Records, 1963) und Iron Man (Douglas, 1968) bislang unveröffentlichtes Studiomaterial dieser Session. Die LP-Ausgabe enthält als Bonus zudem ein 15-minütiges Stück mit Dolphy sowie Bob James, Ron Brooks, Robert Pozar und David Schwartz aus den WUOM Studios in Ann Arbor vom 2. März 1964. |

## Tonträger als begleitender Musiker (Auswahl)
Eine Reihe von Veröffentlichungen von Konzert- und Rundfunkmitschnitten mit unklarer Autorisierung, an denen Eric Dolphy mitwirkte, wurde nicht in die Diskografie aufgenommen.
| Musiker                              | Album                                                       | Musiklabel              | VÖ   | Aufnahme       | Anmerkungen |
| ------------------------------------ | ----------------------------------------------------------- | ----------------------- | ---- | -------------- | --- |
| Roy Porter                           | Little Whig/Gassin’ the Whig                                | Savoy                   | ?    | 1949           | wiederveröffentlicht als Various Artists Black California |
| Verschiedene Künstler                | Rock All Night                                              | Mercury                 | 1957 | 1956–1957      | Soundtrack-LP zum gleichnamigen Musikfilm von Roger Corman mit der Combo von Eric Beal und The Platters; Dolphy spielt auch Baritonsaxophon |
| Charles Mingus                       | Baron Mingus – West Coast 1945–49                           | Uptown                  | 2000 | 1949           | zuvor Einzelaufnahmen auf Singles Inspiration und The Power of Love |
| Gerry Mulligan/Chico Hamilton        | Complete at Newport 1958                                    | Rare Live               | 2008 | 1958           | Das Album enthält zwei Sets vom Auftritt des Mulligan-Quartetts mit Farmer, drei Stücke seines Trios mit Marian McPartland und fünf Stücke des Auftritts vom neu formierten Quintett von Chico Hamilton mit Dolphy (das aus vermarktungstechnischen Gründen hier historisch falsch als Chico Hamilton Eric Dolphy Quintet betitelt wird). Ein Teil dieser Aufnahmen ist (in gekürzter Form) auch im Film Jazz on a Summer’s Day dokumentiert. |
| Chico Hamilton                       | The Original Ellington Suite                                | Pacific Jazz Records    | 2000 | 1958           | Anstelle dieser Aufnahme mit dem neu formierten Hamilton-Quintett wurde zunächst eine Aufnahme mit dem ursprünglichen Hamilton-Quintett plus Paul Horn veröffentlicht, also mit Buddy Collette, Fred Katz und Jim Hall statt mit Dolphy, Nat Gershman und John Pisano. Über eine Probepressung, die über ein Antiquariat verkauft wurde, wurden die Ersteinspielungen zufällig wiederentdeckt.                                                |
| Chico Hamilton                       | With Strings Attached                                       | Warner Brothers         | 1959 | 1958           | |
| Ernie Andrews                        | Travellin’ Light                                            | GNP/Crescendo           | 1959 | 1958           | |
| Chico Hamilton                       | Gongs East!                                                 | Warner Brothers         | 1959 | 1958           | auch auf Discovery |
| Chico Hamilton                       | The Tree Faces of Chico                                     | Warner Brothers         | 1959 | 1959           | |
| Chico Hamilton                       | That Hamilton Man                                           | From the Jazz Vault     | 1979 | 1959           | auch als Chico Hamilton Quintet featuring Eric Dolphy auf Fresh Sound Records 1991 |
| Sammy Davis junior                   | I Gotta Right to Swing                                      | Decca                   | 1960 | 1960           | mit dem Orchester von Sy Oliver; Dolphy nur auf „There Is No Greater Love“ und drei weiteren Titeln |
| Charles Mingus                       | Pre-Bird                                                    | Mercury Records         | 1960 | 1960           | 1965 bei Solid State unter dem Titel Mingus Revisited |
| Oliver Nelson                        | Screamin’ the Blues                                         | New Jazz                | 1960 | 1960           | |
| Charles Mingus                       | Mingus at Antibes                                           | Atlantic                | 1976 | 1960           | |
| The Latin Jazz Quintet               | The Latin Jazz Quintet                                      | United Artists          | 1961 | 1960 oder 1961 | The Latin Quintet mit Eric Dolphy; Ein Titel der LP (You Don’t Know What Love Is) ist ohne Dolphy. Zum Latin Quintet gehörten Felipe Diaz, Arthur Jenkins, Bobbie Rodriguez, Tommy Lopez, Luis Ramirez. 2015 neu aufgelegt von Jazz Wax Records. |
| Ruth Brown                           | Best of Ruth Brown                                          | Atlantic                | 2006 | 1960           | Dolphy ist in größerer Besetzung an drei Stücken beteiligt: „Takin Care of Business“, „Honey Boy“, „It Tears Me All to Pieces“ |
| John Lewis                           | The Wonderful World of Jazz                                 | Atlantic                | 1961 | 1960           | |
| John Lewis/Gary McFarland            | Essence                                                     | Atlantic                | 1962 | 1960           | Dolphy ist nur an drei Titeln beteiligt: „Night Float“, „Tillamook Two“, „Another Encounter“ |
| Eddie Lockjaw Davis                  | Trane Whistle                                               | Prestige                | 1960 | 1960           | |
| Charles Mingus                       | Charles Mingus Presents Charles Mingus                      | Candid                  | 1960 | 1960           | |
| Charles Mingus                       | Mingus                                                      | Candid                  | 1961 | 1960           | |
| Charles Mingus                       | Mysterious Blues                                            | Candid                  | 1990 | 1960           | |
| Charles Mingus                       | Reincarnation of a Love Bird                                | Candid                  | 1988 | 1960           | |
| Jazz Artists Guild                   | Newport Rebels                                              | Candid                  | 1961 | 1960           | |
| John Lewis/Gunther Schuller/Jim Hall | Jazz Abstractions                                           | Atlantic                | 1961 | 1960           | |
| Ornette Coleman                      | Free Jazz: A Collective Improvisation                       | Atlantic                | 1961 | 1960           | Alternate Take auch auf Ornette Coleman Free Jazz 1960 bei Giants of Jazz |
| Abbey Lincoln                        | Straight Ahead                                              | Candid                  | 1961 | 1961           | |
| Oliver Nelson                        | The Blues and the Abstract Truth                            | Blue Note               | 1961 | 1961           | |
| Booker Little                        | Out Front                                                   | Candid                  | 1961 | 1961           | |
| Ted Curson                           | Plenty of Horn                                              | Old Town/Columbia       | 1961 | 1961           | Dolphy nur an zwei der neun Titel beteiligt |
| George Russell                       | Ezz-thetic                                                  | Riverside               | 1961 | 1961           | |
| John Coltrane                        | Africa/Brass                                                | Impulse!                | 1961 | 1961           | |
| John Coltrane                        | Olé Coltrane                                                | Atlantic                | 1961 | 1961           | |
| Ron Carter                           | Where?                                                      | New Jazz/Prestige       | 1961 | 1961           | |
| Mal Waldron                          | The Quest                                                   | New Jazz/Prestige       | 1961 | 1961           | |
| Max Roach                            | Percussion Bitter Sweat                                     | Impulse                 | 1961 | 1961           | |
| John Coltrane                        | „Live“ at the Village Vanguard                              | Impulse                 | 1962 | 1961           | 1997 mit The Other Village Vanguard Tapes und weiteren Aufnahmen als The Complete 1961 Village Vanguard Recordings. |
| John Coltrane                        | The Other Village Vanguard Tapes                            | Impulse                 | 1976 | 1961           | 1997 auch mit weiteren Aufnahmen auch als The Complete 1961 Village Vanguard Recordings |
| John Coltrane                        | So Many Things: The European Tour 1961                      | Acrobat Music           | 2015 | 1961           | 4-CD-Box mit Ausschnitten aus den Konzerten des Coltrane-Quintetts in Paris, Kopenhagen, Helsinki und Stockholm |
| John Coltrane                        | Two Giants Together. Rare Live Performance 1962             | Musidisc                | 1976 | 1962           | Birdland, Februar 1962, später als John Coltrane - Live At Birdland Featuring Eric Dolphy bei Affinity (vermutlich Bootleg) |
| Pony Poindexter                      | Pony’s Express                                              | Epic                    | 1962 | 1962           | Dolphy ist nur an zwei Titeln beteiligt. Spätere Ausgaben auch als Super Sax Session |
| Benny Golson                         | Pop+Jazz=Swing                                              | Audio Fidelity          | 1962 | 1962           | Big Band mit Streichern. Später ohne Streicher auch als Just Jazz wiederveröffentlicht. |
| Charles Mingus                       | Town Hall Concert                                           | United Artists          | 1962 | 1962           | 1994 als The Complete Town Hall Concert auf Blue Note wieder veröffentlicht. Dolphy wird in dem Titel „Epitaph (Part One)“ herausgestellt. |
| Orchestra U. S. A.                   | Debut                                                       | Colpix                  | 1963 | 1963           | wiederveröffentlicht auf LoneHill Jazz |
| Freddie Hubbard                      | The Body and The Soul                                       | Impulse                 | 1964 | 1963           | |
| Teddy Charles                        | Russia Goes Jazz                                            | United Artists          | 1964 | 1963           | |
| Charles Mingus                       | Mingus Mingus Mingus Mingus Mingus                          | Impulse                 | 1964 | 1963           | |
| Gil Evans                            | The Individualism of Gil Evans                              | Verve Records           | 1964 | 1963           | Dolphy ist nur an vier Titeln beteiligt; die anderen Titel wurden nach seinem Tod eingespielt. |
| Sextet of Orchestra U.S.A.           | Mack the Knife and other Berlin Theatre Songs of Kurt Weill | RCA                     | 1966 | 1964           | Dolphy ist nur an der Hälfte der Titel beteiligt; die anderen Titel wurden nach seinem Tod eingespielt. |
| Charles Mingus                       | Cornell 1964                                                | Blue Note               | 2007 | 1964           | |
| Andrew Hill                          | Point of Departure                                          | Blue Note               | 1964 | 1964           | |
| Charles Mingus                       | Mingus at Town Hall with Eric Dolphy                        | Jazz Workshop           | 1964 | 1964           | später veröffentlicht auf Fantasy |
| Charles Mingus                       | Concertgebouw Amsterdam, Volume 1                           | Ulysse Musique          | 1986 | 1964           | Auch enthalten in The Jazz Workshop Concerts 1964-65 (Mosaic Records 2012) |
| Charles Mingus                       | Concertgebouw Amsterdam, Volume 2                           | Ulysse Musique          | 1986 | 1964           | 1989 als In Amsterdam 1964 bei DIW Records; gleichfalls enthalten in The Jazz Workshop Concerts 1964-65 (Mosaic Records 2012) |
| Charles Mingus                       | Charles Mingus at Bremen 1964 & 1975                        | Sunnydisc Records       | 2020 | 1964           | die 4xCD enthält zusätzlich Aufnahmen mit dem Mingus Quintett aus 1975 |
| Charles Mingus                       | The Great Concert, Paris 1964                               | Musidisc/America        | 1970 | 1964           | teilweise Überschneidung mit Revenge! The Legendary Paris Concert feat. Eric Dolphy |
| Charles Mingus                       | Revenge! The Legendary Paris Concert feat. Eric Dolphy      | Revenge                 | 1999 | 1964           | teilweise Überschneidung mit The Great Concert, Paris 1964 |
| Charles Mingus                       | Mingus in Europe, Volume I                                  | Enja                    | 1979 | 1964           | Stadthalle Wuppertal 26. April 1964 |
| Charles Mingus                       | Mingus in Europe, Volume II                                 | Enja                    | 1983 | 1964           | Stadthalle Wuppertal 26. April 1964 |
| Daniel Humair                        | Surrounded 1964–1987                                        | Flat & Sharp/Blue Flame | 1994 | 1964           | Radiomitschnitt vom Kenny Drew Trio mit Dolphy als Solist; nur zwei Titel |
| John Coltrane                        | Evenings at the Village Gate                                | Impulse                 | 1961 | 2023           | Village Gate, NYC, August 1961 |